# Urkundenfälschung (Deutschland)
Bei der Urkundenfälschung handelt es sich um einen Straftatbestand des deutschen Strafrechts, der im 23. Abschnitt des Besonderen Teils des Strafgesetzbuchs (StGB) in § 267 geregelt ist. Die Vorschrift verbietet mehrere Verhaltensweisen, die das Potential haben, das Vertrauen des Rechtsverkehrs in die Echtheit von Urkunden zu enttäuschen: das Herstellen einer unechten Urkunde, das Verfälschen einer echten Urkunde sowie das bewusste Gebrauchen einer unechten oder verfälschten Urkunde, jeweils mit Täuschungsabsicht. Die Vorschrift soll das Vertrauen darauf schützen, dass der scheinbare Aussteller einer Urkunde auch deren tatsächlicher Aussteller ist.
Der Begriff Urkunde wird im materiellen Strafrecht weiter verstanden als im allgemeinen Sprachgebrauch. Als Urkunden gelten verkörperte, allgemein oder für Eingeweihte verständliche Gedankenerklärungen, die zum Beweis im Rechtsverkehr geeignet und bestimmt sind und ihren Aussteller erkennen lassen. Der Rechtsverkehr umfasst den gesamten Lebensbereich, in dem geschäftliche und geschäftsähnliche Handlungen vorgenommen werden.
Für die Urkundenfälschung können grundsätzlich eine Freiheitsstrafe bis zu fünf Jahren oder eine Geldstrafe verhängt werden. Damit handelt es sich gemäß § 12 Abs. 2 StGB um ein Vergehen. In schweren Fällen sind bis zu zehn Jahren Freiheitsstrafe möglich.
Die Urkundsdelikte machen etwa ein Prozent aller polizeilich registrierten Straftaten aus. Für das Jahr 2022 verzeichnet die Polizeiliche Kriminalstatistik 108.462 Fälle. Die Aufklärungsquote dieser Taten liegt mit 80 bis 90 Prozent im Vergleich zu anderen Deliktsgruppen auf überdurchschnittlich hohem Niveau.

## Normierung und Schutzzweck
§ 267 StGB lautet seit seiner letzten Änderung vom 26. November 2015 wie folgt:
(2) Der Versuch ist strafbar.
(3) In besonders schweren Fällen ist die Strafe Freiheitsstrafe von sechs Monaten bis zu zehn Jahren. Ein besonders schwerer Fall liegt in der Regel vor, wenn der Täter
1. gewerbsmäßig oder als Mitglied einer Bande handelt, die sich zur fortgesetzten Begehung von Betrug oder Urkundenfälschung verbunden hat,
2. einen Vermögensverlust großen Ausmaßes herbeiführt,
3. durch eine große Zahl von unechten oder verfälschten Urkunden die Sicherheit des Rechtsverkehrs erheblich gefährdet oder
4. seine Befugnisse oder seine Stellung als Amtsträger oder Europäischer Amtsträger mißbraucht.
§ 267 StGB bildet in systematischer Hinsicht den Auftakt der Urkundsdelikte. Zu den Urkundsdelikten zählen Straftatbestände, die dem Schutz von Urkunden dienen. Dass Urkunden strafrechtlich einen besonderen Schutz genießen, ist auf den hohen Beweiswert zurückzuführen, den diese im Rechtsverkehr besitzen. Indem der Aussteller seine Erklärung in einer Urkunde fixiert, bekräftigt er in einer besonders förmlichen und zuverlässigen Weise, dass er zu seinem Wort stehen wird. Die Urkundsdelikte des StGB schützen Urkunden in dreifacher Hinsicht: Sie gewährleisten deren Wahrheit, deren Bestand und deren Authentizität. § 267 StGB dient zu letzterem. Die Norm soll gewährleisten, dass derjenige, der als Aussteller einer Urkunde erscheint, die darin enthaltene Rechtserklärung abgegeben hat.
Umstritten ist, wen der Tatbestand der Urkundenfälschung schützen soll. Nach verbreiteter Sichtweise schützt § 267 StGB die Allgemeinheit, indem er zur Sicherheit und Zuverlässigkeit des Rechtsverkehrs beiträgt. Diese Schutzgutbestimmung halten einige Stimmen aus dem Schrifttum für zu vage. Die Urkundenmanipulation berühre im Ausgangspunkt lediglich die Interessen desjenigen, der mit der Urkunde in Kontakt kommt. Das Sicherheitsinteresse der Allgemeinheit werde sei bei anderen Straftaten lediglich reflexhaft betroffen. Deshalb schütze § 267 StGB nicht den Rechtsverkehr in seiner Gesamtheit schützt, sondern lediglich die einzelnen Teilnehmer des Rechtsverkehrs: diese sollen davor bewahrt werden, durch unechte Erklärungen zu nachteiligen Handlungen veranlasst zu werden. Der Streit über die Frage, ob § 267 StGB individual- oder allgemeinschützenden Charakter hat, ist für die zivilrechtliche Haftung für Urkundenfälschungen von Bedeutung: Geht man von einem individualschützenden Charakter aus, handelt es sich um ein Schutzgesetz im Sinne des § 823 Abs. 2 BGB, dessen Verletzung eine Schadensersatzhaftung begründet. Hält man hingegen die Allgemeinheit für geschützt, scheidet eine Haftung nach § 823 Abs. 2 BGB aus.

## Entstehungsgeschichte

### Crimina falsides römischen Rechts
Bereits im römischen Recht wurden Urkunden verwendet. Insbesondere bei Übereignungsgeschäften im Rahmen der mancipatio, aber auch außerhalb dieser, dienten Urkunden regelmäßig allein der rein privatrechtlichen Beweissicherung, indem das Zeugnis von Personen schriftlich niedergelegt wurde (Zeugenurkunde: testatio). In republikanischer und klassischer Zeit wurden hierfür Holztäfelchen (tabulae) verwendet, die tryptichal miteinander verbunden waren und das in Wachs gepresste Zeugensiegel aufnahmen. Selbiges wurde nach innen gefaltet, durch Schnur und Siegel gesichert und aufbewahrt. Unter hellenistischem Einfluss wandelte sich der Urkundeninhalt zur Quittungsurkunde, von der aus es kein weiter Weg mehr zur heute verwendeten Schriftform war.
Strafrechtlichen Schutz erfuhren Urkunden durch die crimina falsi des römischen Rechts. Dieser Oberbegriff umfasste eine Vielzahl von Vorschriften, die ausgewählte Manipulationshandlungen unter Strafe stellten. Hierzu zählten etwa das Fälschen von Geld und Testamenten, ferner Betrugshandlungen und Delikte gegen die Rechtspflege. Zahlreiche crimina falsi enthielt die Lex Cornelia testamentaria nummaria, die 81 v. Chr. von Sulla erlassen wurde. Auch in der Folgezeit wurden zahlreiche weitere Fälschungsdelikte normiert, die u. a. das Verfälschen weiterer öffentlicher und in zunehmendem Maß auch privater Urkunden unter Strafe stellten. Auch hierbei verfestigten sich Urkundsstraftaten indessen noch nicht zu einer eigenständigen Deliktsgruppe. Vielmehr blieb es bei der Vermengung der Urkundenfälschung mit anderen Delikten, die Bezüge zum Fälschen und Täuschen aufwiesen.

### Strafbarkeit der Urkundenfälschung im Mittelalter

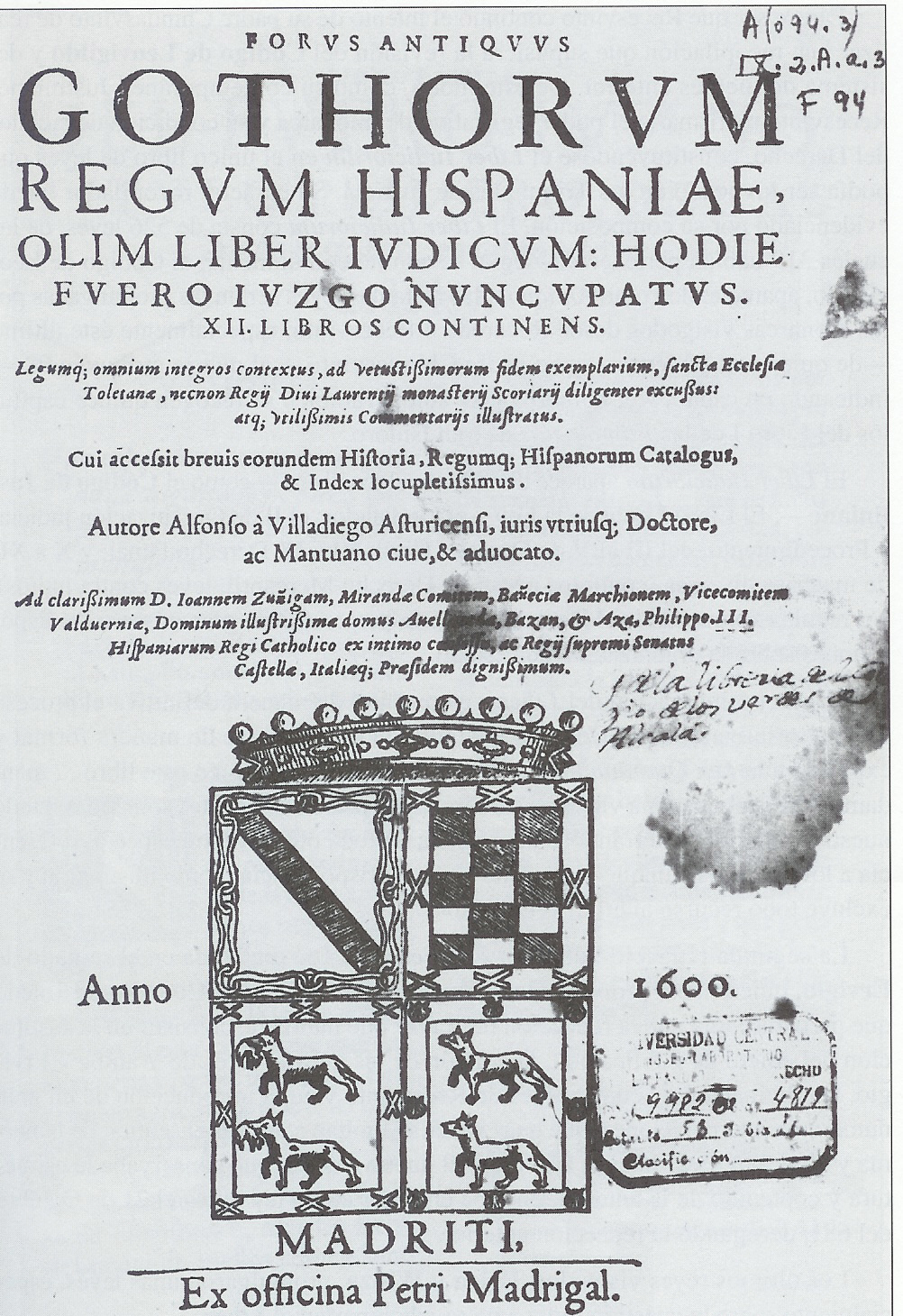
Titelblatt einer in Spanien erschienenen Ausgabe des Liber Iudicum aus dem Jahre 1600 mit den Leges Visigothorum

In den germanischen Stammesrechten, die das römische Recht weitgehend ablösten, spielten Urkundsdelikte keine nennenswerte Rolle; nur vereinzelt existierten entsprechende Strafvorschriften, etwa bei den Leges Visigothorum. Soweit strafrechtlicher Schutz bestand, beschränkte sich dieser in aller Regel auf öffentliche Urkunden. Einen weiterreichenden Schutz vor Urkundenfälschungen hielt man für entbehrlich, nicht zuletzt deshalb, weil ein Großteil der Bevölkerung weder schreiben noch lesen konnte und daher kaum Kontakt mit Urkunden hatte. Dementsprechend richtete sich ein Urkundendelikt des um ca. 1275 entstanden Schwabenspiegels lediglich an berufsmäßige Schreiber.

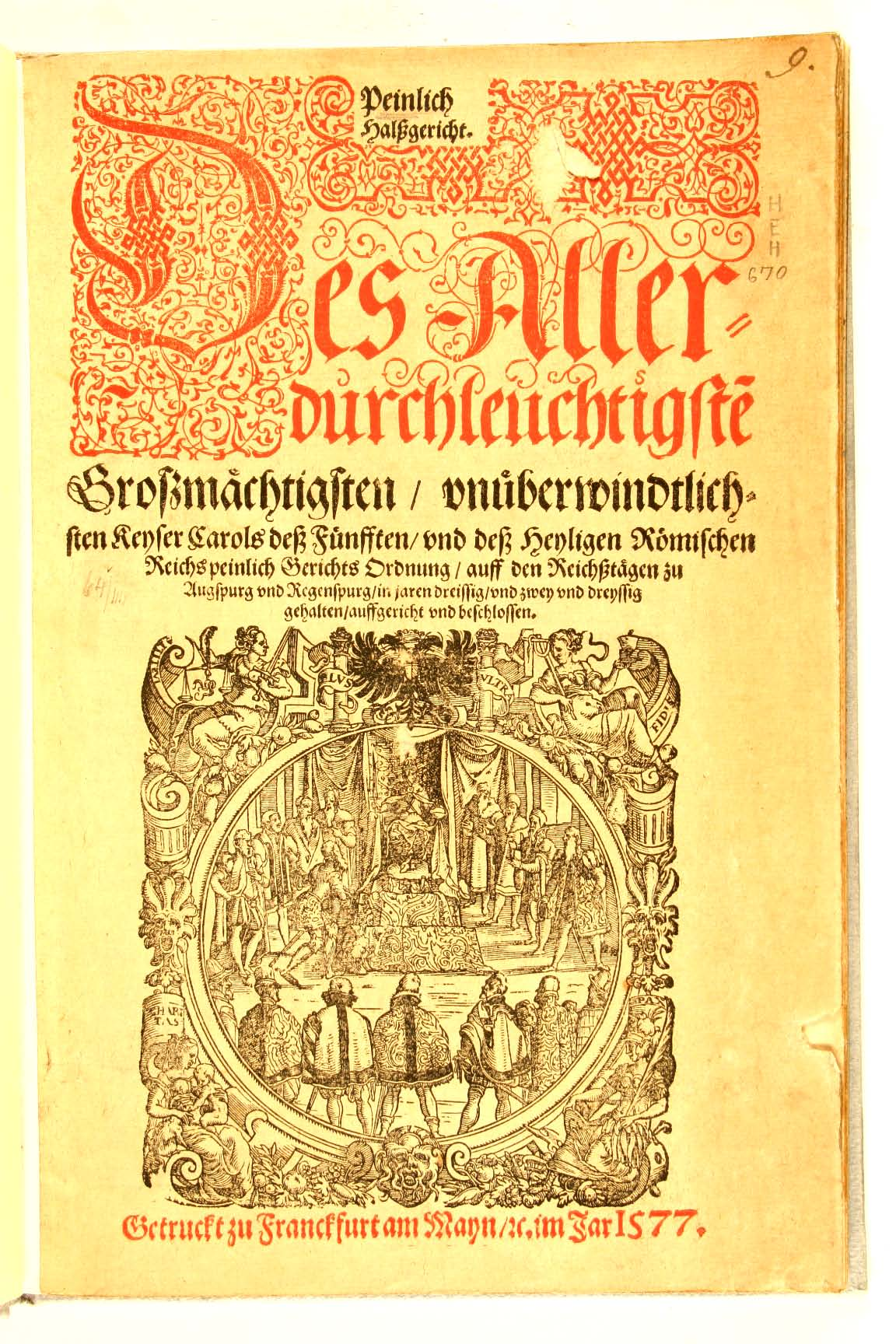
CCC. Imprint: Frankfurt am Main, Johann Schmidt. Verlegung Sigmund Feyerabends, 1577

Größere Aufmerksamkeit erfuhr die Urkundenfälschung im Zuge der Rezeption des römischen Rechts. Diese veranlasste viele Gesetzgeber dazu, Fälschungsdelikte, darunter auch einzelne Formen der Urkundenfälschung, nach dem Vorbild der römischen crimina falsi zu regeln. Allerdings begann man allmählich damit, diesen vagen Oberbegriff in einzelne, konkreter gefasste Deliktsgruppen aufzuspalten. Hierdurch entstand die Vorstellung eines eigenständigen crimen falsum, dessen Kern in der vorsätzlichen Täuschung eines anderen in Schädigungsabsicht bestand. Hierunter fielen sowohl Betrugs- als auch Fälschungsdelikte.
Anders ging die Constitutio Criminalis Carolina (CCC) von 1532 vor. Diese trennte die Urkundenfälschung gemeinsam mit der Geldfälschung von den Betrugsdelikten ab und formulierte sie in Art. 112 als eigenständigen Tatbestand. Im Unterschied zu den Betrugsdelikten setzte Art. 112 CCC keinen Vermögensschaden voraus. Damit blieb die Vorstellung vorherrschend, dass die Urkundenfälschung ebenso wie der Betrug eine Ausprägung des falsum war.

### Weiterentwicklung der Urkundenfälschung zu einer eigenständigen Deliktsgruppe
Der Ansatz der Carolina blieb zunächst vereinzelt. Erst in der Neuzeit setzte sich die in dort angelegte Sichtweise durch, dass es sich bei den Betrugs- und den Urkundsdelikten um unterschiedliche Deliktsgruppen handelte. Man bemühte sich also darum, das falsum in einzelne, präziser gefasste Tatbestände aufzuspalten. Dieser Prozess warf die Frage auf, wie genau sich das Verhältnis von Urkundenfälschung zum Betrug gestaltete.
In der Lehre wurde teilweise vertreten, dass die Urkundenfälschung eine spezielle Erscheinungsform des Betrugs war, bei der die Tathandlung darin bestand, eine inhaltlich richtige Urkunde zu verfälschen. Andere erblickten in Betrug und Urkundenfälschung voneinander unabhängige Delikte, deren Gemeinsamkeit in einer Verletzung des Rechts auf Wahrheit lag, das jedermann hatte. Der Unterschied beider Delikte liege in deren Unrechtsvorwurf: Während das Unrecht des Betrugs in der Schädigung eines anderen bestehe, die aus der Verletzung des Rechts auf Wahrheit herrührt, liege das Unrecht der Urkundenfälschung darin, dass der Täter durch Verletzung des Rechts auf Wahrheit die Gefahr einer solchen Schädigung schafft. Wiederum andere begriffen die Urkundenfälschung als Missbrauch des öffentlichen Vertrauens auf die Aussagekraft einer Beurkundung (publica fides).
Diese unterschiedlichen Sichtweisen spiegelten sich in der Gesetzgebung wider. Das Preußische Allgemeine Landrecht (ALR) von 1794 stellte sich auf den Standpunkt, dass das Fälschen einer Urkunde eine Sonderform des Betrugs war. Als Betrug galt dabei – deutlich weitergehend als heute – gemäß § 1256 II 20 ALR das Veranlassen eines Irrtums, um die Rechte eines anderen zu verkürzen. An diesen äußerst allgemein gehaltenen Tatbestand knüpften zahlreiche Urkundsdelikte an, die das ALR als spezielle Betrugsdelikte einordnete. Der Grundtatbestand der Urkundenfälschung, § 1380 II 20 ALR, setzte voraus, dass die Urkundenfälschung zur Begehung eines Betrugs begangen wurde. Der Tatbestand schützte gleichermaßen die Echtheit und die Wahrheit von Urkunden.
Im 19. Jahrhundert wurden die Urkundenstraftaten weiter verselbstständigt und entwickelten sich zu einer eigenständigen, zunehmend vom Betrug losgelösten Deliktsgruppe. Das bayerische Strafgesetzbuch von 1813 unterschied zwischen öffentlichen und privaten Urkunden. Nur bei letzteren sah es eine Nähe zum Betrug, also zu einem Angriff auf das Vermögen. Die Verfälschung öffentlicher Urkunden hielt es demgegenüber primär für einen Angriff auf das öffentliche Vertrauen in die Richtigkeit. Noch stärker grenzte das preußische Strafgesetzbuch von 1851 zwischen Urkundenfälschung und Betrug ab, das in § 247 StGB den Tatbestand der Urkundenfälschung definierte. Diese Vorschrift lautete:
Öffentliche und private Urkunden wurden also gleichermaßen durch eine eigenständige Strafvorschrift geschützt, die von den Betrugsdelikten losgelöst war. Schutzgut war dabei in Anlehnung an den Code pénal von 1810 die Echtheit von Urkunden. Deren inhaltliche Richtigkeit wurde in begrenztem Maß durch andere Urkundsdelikte geschützt.

### Die Urkundenfälschung nach § 267 RStGB vom 1. Januar 1872
Auf den Regelungen des preußischen Strafgesetzbuchs baute das am 1. Januar 1872 in Kraft getretene Strafgesetzbuch des Deutschen Kaiserreichs auf. Dementsprechend war der preußische Tatbestand der Urkundenfälschung Vorbild für den neuen § 267 RStGB. Dieser war wie folgt formuliert:
§ 267 RStGB benannte zwei Formen von Urkunden, die er gleichermaßen schützte: Solche, die von einer hoheitlichen Stelle ausgestellt wurden, und solche, die von Privaten zur Beweisführung im Rechtsverkehr hergestellt wurden. Diese Unterscheidung beruhte auf der seit langem bestehenden Uneinigkeit darüber, welche Merkmale eine Urkunde aufweisen musste. Das Reichsgericht ging davon aus, dass sich Urkunden maßgeblich dadurch auszeichneten, dass sie zur Beweisführung bestimmt waren. Deshalb subsumierte öffentliche und private Urkunden gleichermaßen nur dann unter den Tatbestand, wenn sie der Beweisführung dienten. Daher wurde die Unterscheidung zwischen beiden Kategorien in der Gerichtspraxis auf Tatbestandsebene gegenstandslos.
Als Tathandlungen nannte § 267 RStGB das Verfälschen einer echten und das Herstellen einer unechten Urkunde. Zur Vollendung des Delikts musste der Täter im Anschluss an seine Handlung von der manipulierten Urkunde zum Zweck der Täuschung eines anderen Gebrauch machen.
Da § 267 RStGB keine Vorgaben zur Bemessung der Gefängnisstrafe enthielt, durfte diese gemäß der Grundregel des § 16 RStGB grundsätzlich zwischen einem Tag und fünf Jahren betragen. Beging der Täter die Urkundenfälschung, um sich oder einem anderen einen Vermögensvorteil zu verschaffen oder einem anderen Schaden zuzufügen, drohte dem Täter gemäß § 268 RStGB eine Zuchthausstrafe. Deren Dauer lag zwischen einem und fünf Jahren bei Fälschung einer Privaturkunde, zwischen einem und zehn Jahren bei Fälschung einer öffentlichen Urkunde.

### Reform des § 267 RStGB vom 15. Juni 1943
Erstmals reformiert wurde § 267 RStGB mit Wirkung zum 15. Juni 1943. Hierdurch erhielt er seine heutige Struktur.
Die umfassendste Änderung betraf die Tathandlungen: Der Gesetzgeber strich den bislang erforderlichen Taterfolg, das Gebrauchen der Urkunde, ersatzlos aus der Vorschrift. Infolgedessen galt die Urkundenfälschung bereits durch die Vornahme einer Tathandlung als vollendet. Hierdurch kam es zu einer Vorverlagerung der Strafbarkeit: Während nach der alten Fassung der Täter die Urkunde nutzen musste, genügte nach der neuen Fassung bereits das Bearbeiten der Urkunde. Damit wurde der Schutzzweck des Tatbestands auf die Gefährlichkeit fokussiert, die Manipulationshandlungen für den Rechtsverkehr typischerweise mit sich bringen. Die Reform verlieh § 267 RStGB also in weiten Teilen die Struktur eines abstrakten Gefährdungsdelikts. Das Merkmal Gebrauchen verschwand allerdings nicht vollständig aus dem Tatbestand, sondern verblieb als zusätzliche Tathandlung. § 267 RStGB konnte infolgedessen durch drei Handlungen verwirklicht werden: Das Herstellen einer unechten Urkunde, das Verfälschen einer echten Urkunde sowie das Gebrauchen einer unechten oder verfälschten Urkunde.
Der Gesetzgeber zudem die Unterscheidung zwischen öffentlichen und privaten Urkunden, weil diese aufgrund der Rechtsprechung des Reichsgerichts weitgehend irrelevant wurde. Die Qualifikation des § 268 RStGB, die nach Urkundentyp differenzierte, hob er auf. Schließlich ordnete er in § 267 Abs. 2 RStGB die Strafbarkeit des Versuchs an.

### Entwicklung nach 1945
Nach dem Zusammenbruch des Deutschen Reichs galt die Neufassung des § 267 StGB zunächst sowohl in der DDR als auch in der Bundesrepublik Deutschland weiter. Die DDR löste das frühere StGB durch ein eigenständiges Strafgesetzbuch ab. Dessen § 240 drohte für die Urkundenfälschung Freiheitsstrafe bis zu zwei Jahren oder Geldstrafe an. Inhaltlich entsprach diese Vorschrift im Wesentlichen dem  StGB der Bundesrepublik.
In der Bundesrepublik blieb § 267 StGB die maßgebliche Vorschrift für die Urkundenfälschung, die in der Folgezeit zunächst nur punktuell verändert wurde. Ihre erste Änderung erfuhr die Vorschrift durch das erste Strafrechtsreformgesetz vom 25. Juni 1969, das unter anderem die Zuchthausstrafe abschaffte. Dementsprechend wurde in § 267 StGB mit Wirkung zum 1. September 1969 die Androhung des Zuchthauses für schwere Fälle durch die Androhung einer Freiheitsstrafe von einem Jahr bis zu fünfzehn Jahren ersetzt. Für den einfachen Fall der Urkundenfälschung trat anstelle der Gefängnisstrafe eine Freiheitsstrafe bis zu fünf Jahren. Am 1. Januar 1975 trat eine weitere Änderung des § 267 StGB in Kraft. Hierdurch ermöglichte es der Gesetzgeber den Gerichten, die Urkundenfälschung statt mit Freiheitsstrafe mit einer Geldstrafe zu sanktionieren.
Weitere Änderungen brachte das sechste Strafrechtsreformgesetz mit sich, das am 1. April 1998 in Kraft trat: Zum einen konkretisierte der Gesetzgeber bei § 267 StGB den bis dahin unbenannten qualifizierte Fall der Urkundenfälschung durch Tatbestandsvoraussetzungen. Zum anderen ergänzte er mehrere Regelbeispiele. Hierbei handelt es sich um Strafschärfungsgründe, die anders als Qualifikationen nicht verbindlich sind. Bei Vorliegen eines Regelbeispiels empfiehlt das Gesetz dem Richter lediglich, eine gegenüber der einfachen Urkundenfälschung erhöhte Strafe zu verhängen. Schließlich senkte er die Höchststrafe auf zehn Jahre Freiheitsstrafe ab.
Die bislang letzte Änderung des § 267 StGB erfolgte mit Wirkung zum 26. November 2015. Hierbei wurde ein strafschärfendes Regelbeispiel, das Missbrauchen einer Amtsträgerstellung zur Begehung der Tat, dahingehend erweitert, dass es auch europäische Amtsträger erfasst. Hierdurch wollte der Gesetzgeber Korruption innerhalb von EU-Organen vorbeugen, um die finanziellen Interessen der Union zu schützen.

## Tatbestand

### Urkunde

#### Garantiefunktion
Das Tatobjekt des § 267 StGB ist die Urkunde. Die Rechtswissenschaft versteht unter dem Begriff der Urkunde eine verkörperte menschliche Gedankenerklärung, die dem Beweis einer rechtserheblichen Tatsache dient und die einen Aussteller erkennen lässt. In dieser Definition kommen drei Wesensmerkmale der Urkunde zum Ausdruck: die Garantiefunktion, die Perpetuierungsfunktion und die Beweisfunktion.
Eine Garantiefunktion besitzen Erklärungen, die zumindest für Eingeweihte erkennen lassen, dass eine bestimmte Person, der Aussteller, für ihren Inhalt rechtlich einstehen will. Nach mittlerweile allgemeiner Auffassung, der sog. Geistigkeitstheorie, gilt derjenige als Aussteller, dem der Inhalt der Erklärung zuzurechnen ist. Früher stand dieser Auffassung die Körperlichkeitstheorie gegenüber, die als Aussteller denjenigen ansah, der die Urkunde eigenhändig verfasst hat. Diese Sichtweise gilt inzwischen als überholt, da rechtserhebliche Dokumente oft nicht von ihren geistigen Urhebern hergestellt werden, sondern von Dritten. So verhält es sich beispielsweise, wenn die Urkunde von Hilfskräften oder Automaten erzeugt wird. Nach der Körperlichkeitstheorie entstünden in diesen Fällen regelmäßig keine Urkunden, da diese oft nicht ihren Hersteller erkennen lassen, sondern die Person, die für den Erklärungsinhalt einstehen will.
An der Garantiefunktion fehlt es zunächst bei Erklärungen, die anonym verfasst sind, da diese keinen Aussteller erkennen lassen. Gleiches gilt für Dokumente, die als Aussteller erkennbar eine erfundene Person angeben sowie bei nicht ausgefüllten Dokumentvorlagen.

#### Perpetuierungsfunktion
Die Perpetuierungsfunktion (lateinisch perpetuus ‚dauerhaft‘) bezeichnet den Zweck, Erklärungen dauerhaft festzuhalten. Um dieser Funktion zu genügen, muss die Erklärung visuell wahrnehmbar sein und eine hinreichende Körperlichkeit aufweisen. Dies trifft insbesondere zu, wenn sie in Schriftform auf Papier festgehalten ist. Nicht erfüllt ist diese Voraussetzung demgegenüber bei elektronischen Dokumenten. Diese erlangen erst durch Ausdrucken die Qualität einer Urkunde.

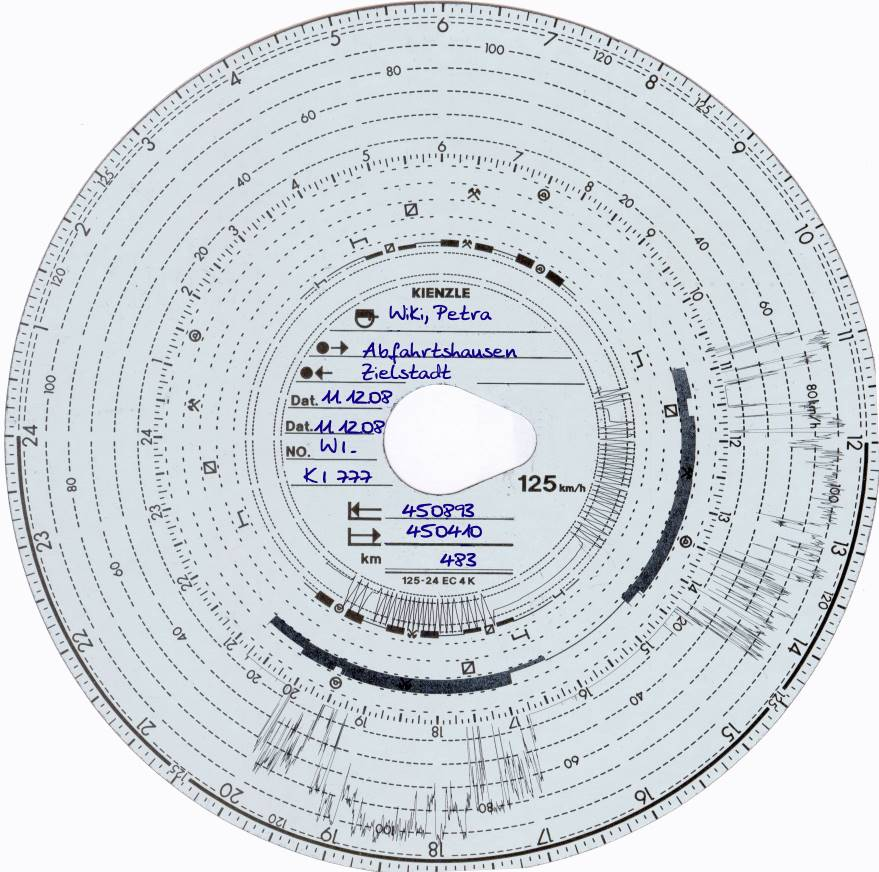
Das Blatt eines Fahrtenschreibers ist mangels Gedankenerklärung keine Urkunde.

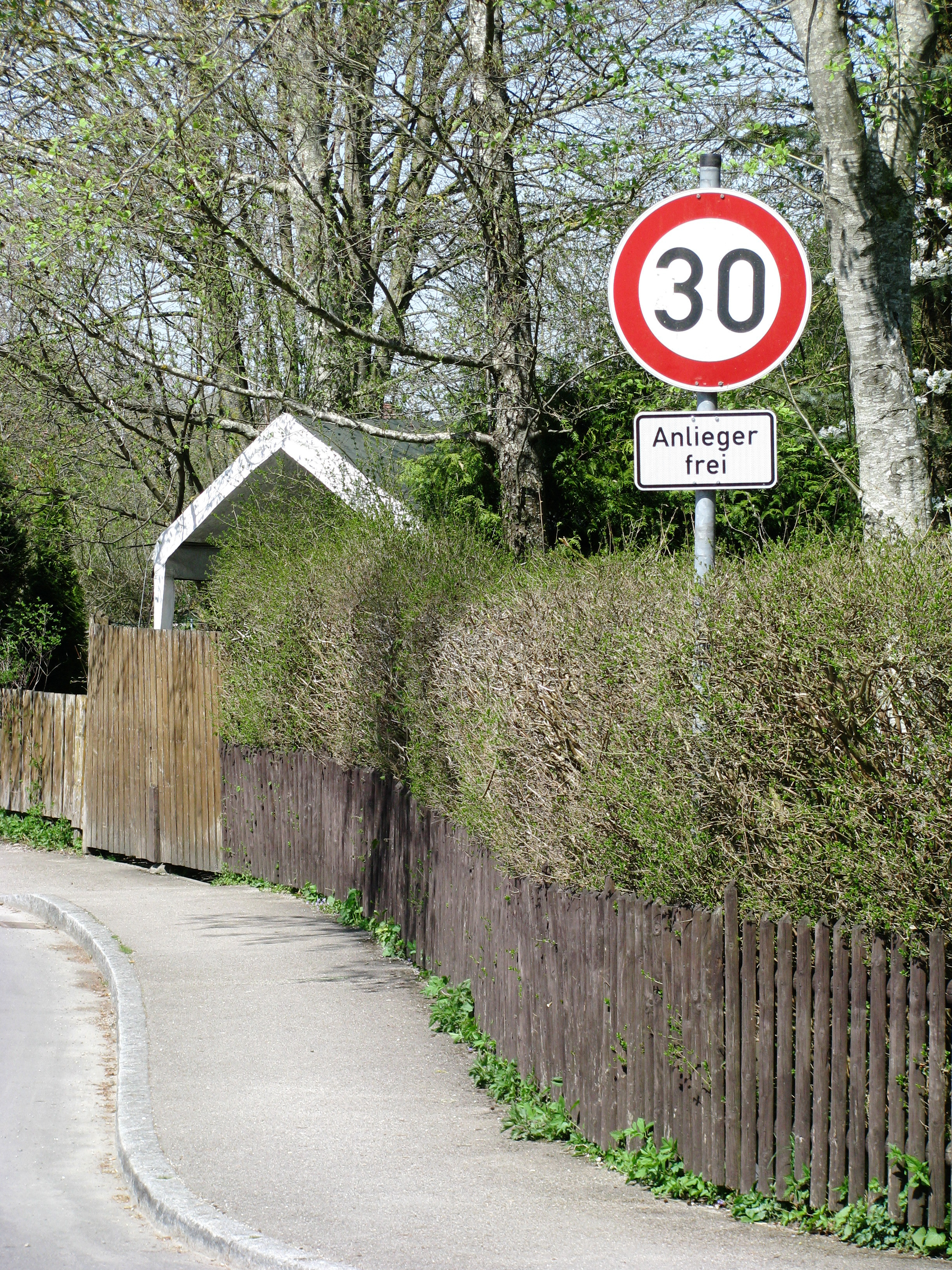
Ein Verkehrsschild stellt in Kombination mit einem Wegeabschnitt eine zusammengesetzte Urkunde dar.

An der Perpetuierungsfunktion fehlt es ferner bei maschinellen Aufzeichnungen, etwa den Blättern eines Fahrtenschreibers oder automatisierten Kostenabrechnungen. Diese verkörpern keine menschliche Gedankenerklärung, weshalb es sich nicht um Urkunden handelt. Ein Mensch kann solche technischen Aufzeichnungen jedoch zu einer Urkunde erheben, indem er sie mit einer eigenen Erklärung verbindet. Hierzu kommt es beispielsweise bei computergenerierten Kostenabrechnungen, sobald sie vom Gläubiger an den Schuldner mit der Aufforderung verschickt werden, den angegebenen Betrag zu entrichten.
An der Perpetuierungsfunktion fehlt es grundsätzlich ebenfalls bei Augenscheinsobjekten. Hierunter versteht man Objekte, deren Beweiswert sich daraus ergibt, dass sie das Ziehen von Schlussfolgerungen erlaubt. So verhält es sich beispielsweise bei einem blutverschmierten Messer am Tatort eines Mordes. Das Messer ermöglicht den Schluss darauf, dass es sich um die Tatwaffe darstellt. Allerdings verkörpert es keine menschliche Gedankenerklärung, weshalb es sich nicht um eine Urkunde handelt. Daher begeht keine Urkundenfälschung, wer das Messer vom Tatort entfernt oder manipuliert. Ähnlich wie die technische Aufzeichnungen kann das Augenscheinsobjekt jedoch zu einer Urkunde aufgewertet werden, indem es mit einer menschlichen Erklärung fest verbunden wird. Um eine solche zusammengesetzte Urkunde handelt es sich nach vorherrschender Auffassung etwa bei Geschwindigkeitsbegrenzungen. Wird ein Schild neben einer Straße aufgestellt, enthält das Schild die rechtsverbindliche Erklärung, dass die festgelegte Höchstgeschwindigkeit auf einem bestimmten Streckenabschnitt nicht überschritten werden darf. Eine zusammengesetzte Urkunde entsteht ebenfalls, wenn ein Kleidungsstück in einer Folie mit Preisaufdruck verschweißt wird. Die Kombination aus Kleidungsstück und Aufdruck enthält die Erklärung, dass die Ware den aufgedruckten Preis kostet. Das Verschweißen der Ware gewährleistet die Perpetuierungsfunktion. Diese Funktion ist hingegen nicht gewahrt, wenn das Kleidungsstück lediglich in eine Folie hineingelegt worden ist, sodass es sich mit geringfügigem Aufwand von seinem Preisschild trennen lässt. In diesem Fall liegt mangels Perpetuierung keine Urkunde vor.
Mehrere Einzelurkunden können für sich genommen eine neue Urkunde darstellen, wenn ihre einzelnen Bestandteile hinreichend eng miteinander verbunden sind und die Gesamtheit der Urkunden eine eigenständige Erklärung enthält. Um eine solche Gesamturkunde handelt es sich beispielsweise bei kaufmännischen Handelsbüchern, die für sich in Anspruch nehmen, den gesamten Geschäftsverkehr eines Kaufmanns abzubilden.

#### Beweisfunktion

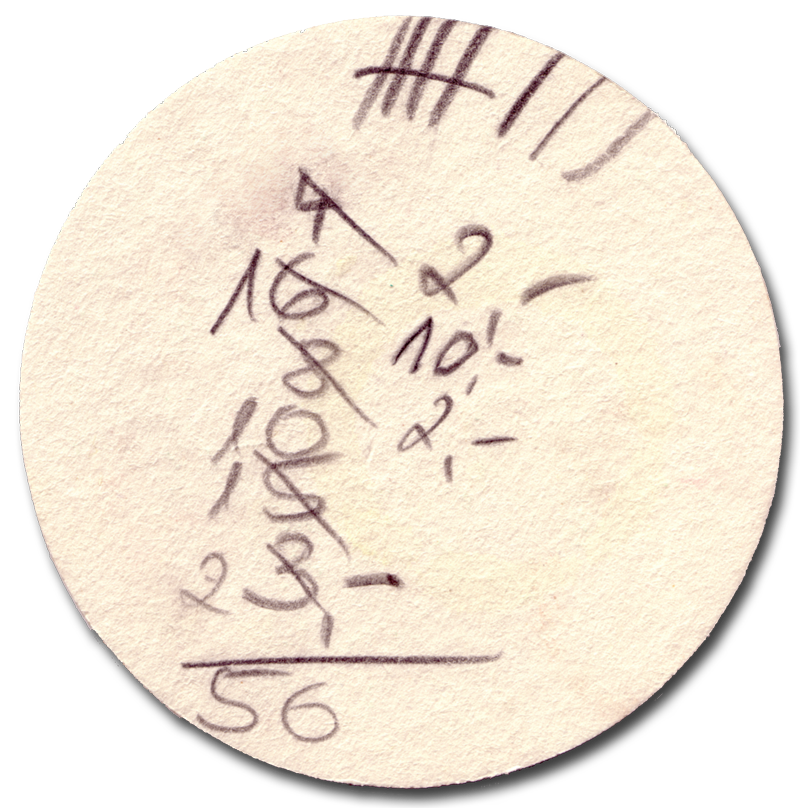
Ein Bierdeckel, der als Abrechnungsgrundlage dient, ist eine Urkunde.

Damit eine Erklärung Beweisfunktion aufweist, muss sie sich zunächst dazu eignen, über einen Sachverhalt Beweis zu führen. Dies trifft etwa auf Prüfungsklausuren zu, die sich zum Nachweis der Fähigkeiten des Prüflings eignen. An der Beweiseignung fehlt es demgegenüber bei Erklärungen, die offensichtlich falsch oder rechtlich gegenstandslos sind. Dies nahm die Rechtsprechung etwa im Fall einer Kennkarte Deutsches Reich an, deren Gestaltung erheblich von der eines Personalausweises abwich.

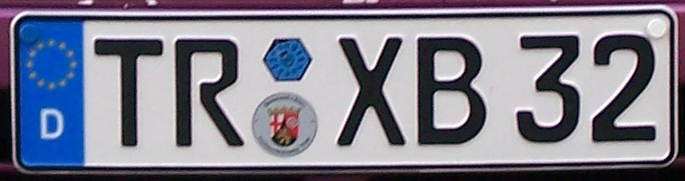
Das an einem Fahrzeug befestigte, amtlich gestempelte Kfz-Kennzeichen erbringt Beweis über eine rechtserhebliche Tatsache.

Ferner muss die Erklärung zur Beweisführung bestimmt sein. Dies trifft insbesondere auf ausgefertigte Vertragsformulare zu. Kopiervorlagen und Dokumentenentwürfe weisen demgegenüber in aller Regel keine Beweisbestimmung auf.
Die Beweisbestimmung kann bereits bei der Herstellung der Urkunde als auch später getroffen werden. Im erstgenannten Fall liegt eine Absichtsurkunde vor, im letztgenannten eine Zufallsurkunde. Eine Absichtsurkunde liegt etwa vor, wenn der Täter ein beleidigendes Schriftstück im Namen eines Dritten anfertigt, um den Empfänger dazu zu bewegen, einen Strafantrag gegen den Dritten zu stellen. Eine Zufallsurkunde liegt hingegen vor, wenn die Staatsanwaltschaft ein Dokument als Beweismittel sicherstellt, um es im Prozess als Urkundenbeweis vorzulegen.
Auch Zeichen und Symbole können dem Nachweis einer rechtserheblichen Erklärung dienen; in diesem Fall spricht man von Beweiszeichen. So erbringt beispielsweise die an einem Kfz-Kennzeichen angebrachte TÜV-Plakette den Beweis, dass das zugehörige Fahrzeug die TÜV-Prüfung bestanden hat. Hierbei handelt es sich um eine zusammengesetzte Urkunde. Gleiches gilt für die Signatur, mit der ein Künstler sein Gemälde versieht und seine Urheberschaft beweist. Häufig dienen Zeichen und Symbole jedoch anderen Zwecken, etwa der Individualisierung oder der Herkunftsangabe; so etwa Signaturen in einer Bibliothek, Eigentümerstempel oder Markenzeichen. Solchen Kennzeichen fehlt es an der Beweisfunktion und damit an der Urkundeneigenschaft. Nicht wegen Urkundenfälschung macht sich daher zum Beispiel strafbar, wer Fälschungen von Produkten herstellt und hierbei das Markenzeichen eines anderen Herstellers nutzt.
Inwiefern Vervielfältigungen einer Urkunde selbst Urkundenqualität besitzen, beurteilt sich im Wesentlichen danach, zu welchem Zweck sie angefertigt werden. Soll die Vervielfältigung lediglich aufzeigen, dass eine Urkunde mit einem bestimmten Inhalt ausgestellt wurde, enthält sie keine eigenständige Erklärung, die zum Beweis geeignet und bestimmt ist. Dies trifft beispielsweise auf Abschriften zu, bei denen es sich nicht um Urkunden handelt. Anders verhält es sich hingegen bei Vervielfältigungen, die dazu bestimmt sind, anstelle der Originalurkunde verwendet zu werden. So verhält es sich etwa bei Durchschriften oder mehrfachen Ausfertigungen eines Vertrags. Solche Vervielfältigungen weisen die Beweisfunktion des Originals auf, weshalb es sich um Urkunden handelt.
Strittig ist die Behandlung von Fotokopien. Eine teilweise vertretene Auffassung betrachtet Kopien generell als Urkunden, da diese im Rechtsverkehr regelmäßig anstelle des fotokopierten Dokuments als Beweismittel dienen und damit wie Urkunden genutzt werden. Dem Schutzzweck des § 267 StGB entspreche es daher, Kopien als Urkunden anzusehen. Die vorherrschende Auffassung stellt Kopien, die als solche erkennbar sind, hingegen Abschriften gleich. Die Urkundeneigenschaft bejaht sie lediglich für Kopien, die optisch wie Originalurkunden wirken. Nur solchen Kopien bringe der Rechtsverkehr das gleiche Vertrauen wie dem Original entgegen, weil sie sich nur schwer vom Original unterscheiden lassen. Unter den gleichen Voraussetzungen gelten nach überwiegender Auffassung auch Telefaxe als Urkunden.

### Tathandlungen

#### Herstellen einer unechten Urkunde
§ 267 StGB nennt drei mögliche Begehungsformen einer Urkundenfälschung: Das Herstellen einer unechten Urkunde, das Verfälschen einer echten Urkunde sowie das Gebrauchen einer unechten oder verfälschten Urkunde.
Eine Urkunde ist unecht, wenn sie von einem anderen als dem stammt, der als ihr Aussteller erscheint. Eine unechte Urkunde täuscht also über die Identität ihres Urhebers. Dies ist beispielsweise regelmäßig gegeben, wenn jemand ein Dokument unbefugt mit dem Namen eines anderen unterzeichnet oder ein Blankett abredewidrig ausfüllt. Eine unechte Urkunde stellt ferner her, wer unbefugt eine zusammengesetzte Urkunde erzeugt. Dies macht etwa, wer an einem Fahrzeug ein anderes als das amtlich vorgesehene Nummernschild befestigt. Keine unechte Urkunde stellt demgegenüber her, wer eine fremde Erklärung als eigene ausgibt. Hierbei weist der Täter niemandem einen Erklärungsinhalt zu, den er nicht abgegeben hat. Vielmehr verhält es sich gegenteilig, da sich der Täter eine fremde Erklärung zu eigen macht. Keine Urkundenfälschung stellt es daher etwa dar, eine fremde Prüfungsarbeit als eigene auszugeben.
Das Ausstellen einer Urkunde in fremdem Namen ist ausnahmsweise zulässig, wenn der Namensträger durch den Unterzeichnenden vertreten wird. Das setzt voraus, dass der Erklärende einen anderen vertreten will, der Vertretene sich vertreten lassen will und die Stellvertretung rechtlich möglich ist. Das Verwenden eines fremden Namens ist ferner nicht tatbestandsmäßig, wenn die Urkunde trotz Angabe eines falschen Namens auf die wahre Identität des Unterzeichners schließen lässt. In diesem Fall liegt keine Identitäts-, sondern lediglich eine Namenstäuschung vor, die den Schutzzweck des § 267 StGB nicht berührt. Dies trifft etwa zu, wenn jemand von einem Künstlernamen Gebrauch macht.
Nicht unter das Herstellen einer unechten Urkunde fällt das Niederschreiben einer unwahren Aussage. Bei einer solchen schriftlichen Lüge fehlt es an der Täuschung des Rechtsverkehrs über den Urheber einer Erklärung, betroffen ist lediglich die inhaltliche Richtigkeit des Dokuments. Diese wird jedoch nicht durch § 267 StGB geschützt.

#### Verfälschen einer echten Urkunde

Eine TÜV-Plakette stellt in Kombination mit einem Fahrzeug eine Urkunde dar.

Sofern die Urkunde denjenigen als Aussteller erkennen lässt, der sich den Inhalt der beurkundeten Erklärung zurechnen lassen will, ist sie echt. Eine solche Urkunde wird durch Änderung ihres Inhalts verfälscht, der für die Beweisführung im Rechtsverkehr erheblich ist. Diese Handlungsvariante erfasst demnach Fälle, in denen der Täter den unzutreffenden Anschein erweckt, der Aussteller habe die Urkunde mit ihrem veränderten Inhalt abgegeben. Dies trifft zum Beispiel zu, wenn jemand TÜV-Plaketten manipuliert, um den Eindruck zu erwecken, am Fahrzeug seien alle erforderlichen Untersuchungen vorgenommen. Kein Verfälschen liegt demgegenüber vor, wenn jemand ein Kfz-Kennzeichen mit reflektierender Folie überklebt, um eine Identifizierung des Fahrzeugs auf dem Radarfoto zu verhindern: Das Überkleben lässt den Inhalt der aus Kfz-Kennzeichen und Fahrzeug bestehenden Urkunde unberührt.
Nach vorherrschender Auffassung kann eine Urkunde auch durch ihren Aussteller verfälscht werden. Zwar darf dieser grundsätzlich seine Erklärung jederzeit verändern, rechtlichen Beschränkungen unterliegt dies jedoch, wenn die Urkunde nicht seiner alleinigen Dispositionsbefugnis unterliegt. So begeht etwa eine Urkundenfälschung, wer seine Prüfungsleistung nach deren Abgabe verändert oder sein Kunstwerk nach dessen Veräußerung eigenmächtig verändert.

#### Gebrauchen einer unechten oder verfälschten Urkunde
Von einer unechten oder verfälschten Urkunde macht Gebrauch, wer sie einem anderen derart zugänglich macht, dass er sie wahrnehmen kann. Diesen Tatbestand erfüllt beispielsweise, wer ein Dokument, das unberechtigt in fremdem Namen unterschrieben wurde, im Original oder in einer Kopie einem Dritten vorlegt. Gleiches gilt bei der Teilnahme am Straßenverkehr mit einem Fahrzeug, an dem sich ein falsches Kfz-Kennzeichen befindet. Eine Urkunde wird ferner gebraucht, indem ein manipulierter Parkschein aus einem Automaten so ausgelegt wird, dass er von Kontrolleuren abgelesen werden kann.

### Vorsatz
Eine Strafbarkeit wegen Urkundenfälschung erfordert gemäß § 15 StGB, dass der Täter hinsichtlich der objektiven Tatbestandsmerkmale mit zumindest bedingtem Vorsatz handelt, er also billigend in Kauf nimmt, dass er die Tatbestandsmerkmale verwirklicht. In Bezug auf das Vorliegen eines tauglichen Tatobjekts muss der Täter die Umstände erkennen, aus denen sich die Urkundeneigenschaft der von ihm manipulierten oder Erklärung ergibt. Nicht erforderlich ist hingegen, dass der Täter aus diesen Umständen die Schlussfolgerung zieht, dass eine Urkunde vorliegt.

### Handeln zur Täuschung im Rechtsverkehr
Zusätzlich setzt § 267 StGB voraus, dass der Täter die Urkundenfälschung zur Täuschung im Rechtsverkehr begeht. Der Täter muss also mit seinem Handeln bezwecken, dass Dritte auf die Echtheit der Urkunde vertrauen und sich dadurch zu einem rechtserheblichen Verhalten veranlasst sehen. Nach vorherrschender Auffassung muss der Täter diesbezüglich mit direktem Vorsatz handeln. Am Täuschungswillen fehlt es beispielsweise, wenn der Täter die Fälschung lediglich begeht, um einen anderen zu beeindrucken.
Gemäß § 270 StGB steht es dem Handeln zur Täuschung im Rechtsverkehr gleich, wenn der Täter eine Datenverarbeitung beeinflussen will, ohne dass also ein Mensch getäuscht würde. Dies erstreckt den Tatbestand auf Fälle, in denen die Urkunde nicht durch einen Menschen ausgewertet wird, sondern durch einen Computer.

## Versuch, Vollendung und Beendigung
Die versuchte Urkundenfälschung ist nach § 267 Abs. 2 StGB strafbar. Der Täter überschreitet die Schwelle zum Versuchsstadium, wenn er mit der Handlung beginnt, die nach seiner Vorstellung ohne wesentliche Zwischenschritte zur Verwirklichung des Tatbestands führen soll. In Bezug auf das Herstellen kommt dies etwa in Betracht, wenn der Täter unmittelbar vor dem Druck des Falsifikats einen Vordruck produziert. Ein Versuch des Gebrauchens liegt demgegenüber vor, wenn der Täter dazu ansetzt, einem anderen die Kenntnisnahme des Falsifikats zu ermöglichen. So verhält es sich etwa, wenn der Täter eine Fotokopie, die als solche erkennbar ist und damit keine Urkunde darstellt, im Rechtsverkehr verwendet, um jemanden zu täuschen.
Auch der Zeitpunkt der Vollendung des Delikts variiert je nach Tathandlung: Das Herstellen und das Verfälschen einer Urkunde vollendet der Täter nach überwiegender Ansicht, indem er die jeweilige Manipulationshandlung abschließt. Das Gebrauchen vollendet er hingegen, indem er einem Dritten Gelegenheit gibt, den Inhalt der Urkunde wahrzunehmen.
Der Zeitpunkt der Deliktsvollendung stimmt regelmäßig mit dem der Beendigung überein. Sofern der Täter allerdings entlang eines Tatplans mehrere Handlungen des § 267 StGB vornimmt, beendet der Täter das Delikt erst, wenn er die letzten Handlungen vornimmt. Dies trifft beispielsweise zu, wenn der Täter eine unechte Urkunde herstellt, um sie anschließend zu gebrauchen.

## Prozessuales und Strafzumessung

### Strafrahmen und Verfolgbarkeit
Für die Urkundenfälschung kann grundsätzlich eine Freiheitsstrafe bis zu fünf Jahren oder eine Geldstrafe verhängt werden. Die Urkundenfälschung stellt ein Offizialdelikt dar. Die Strafverfolgungsbehörden verfolgen sie daher von Amts wegen. Sobald das Delikt beendet ist, beginnt gemäß § 78a StGB die Verfolgungsverjährung. Diese beträgt gemäß § 78 Abs. 3 Nr. 4 StGB fünf Jahre.

### Regelbeispiele
§ 267 Abs. 3 StGB regelt den besonders schweren Fall der Urkundenfälschung. Dieser weist einen gegenüber der einfachen Urkundenfälschung erhöhten Strafrahmen von sechs Monaten bis zu zehn Jahren Freiheitsstrafe auf. Das Vorliegen eines besonders schweren Falls wird durch mehrere Regelbeispiele indiziert. Hierbei handelt es sich um Fallgruppen, bei denen der Gesetzgeber annimmt, dass sie regelmäßig mit höherem Unrecht verbunden sind. Viele Regelbeispiele des § 267 StGB ähneln den Regelbeispielen des Betrugs.
Wie beim Betrug knüpfen mehrere Regelbeispiele an die Art und Weise der Tatbegehung an: So liegt ein besonders schwerer Fall der Urkundenfälschung in der Regel vor, wenn der Täter gewerbsmäßig handelt. Gewerbsmäßig handelt, wer sich durch mehrfache Urkundenfälschung eine Einnahmequelle von einiger Dauer und einigem Umfang erschließen will. Dabei ist nicht erforderlich, dass sich der Täter unmittelbar durch die Urkundenfälschung bereichert; es genügt, wenn er die Urkundenfälschung nutzt, um sich aus nachfolgenden Taten, etwa Betrugsdelikten, zu bereichern. Besonders schwer wiegt ebenfalls die bandenmäßige Begehung. Bei einer Bande handelt es sich um einen Zusammenschluss von mindestens drei Personen zur Begehung mehrerer Taten nach § 267 StGB oder § 263 StGB. Schließlich liegt ein schwerer Fall vor, wenn der Täter seine Befugnisse oder seine Stellung als Amtsträger missbraucht. Als Amtsträger gelten nach § 11 Abs. 1 Nr. 2 StGB Beamte, Richter und andere Personen, die ein Amt bekleiden, sowie Personen, die im Auftrag der öffentlichen Hand öffentliche Aufgaben wahrnehmen.
Die zweite Gruppe an Regelbeispielen knüpft an die Schwere des Taterfolgs an: So ist ein besonders schwerer Fall in der Regel gegeben, wenn der Täter einen großen Vermögensverlust herbeiführt. Ein solcher liegt nach Auffassung der Rechtsprechung ab einer Schadenssumme von 50.000 € vor. Ferner liegt ein besonders schwerer Fall in der Regel vor, wenn der Täter die Sicherheit des Rechtsverkehrs durch eine große Anzahl unechter oder verfälschter Urkunden in erheblichem Ausmaß gefährdet. Die Rechtsprechung geht von einer großen Anzahl aus, wenn der Täter mindestens 25 Urkunden im Rahmen einer Tat nutzt.

### Qualifikation
Handelt der Täter sowohl gewerbs- als auch bandenmäßig, erfüllt er die Qualifikation des § 267 Abs. 4 StGB. Hierdurch erhöht sich der Strafrahmen auf ein bis zehn Jahre Freiheitsstrafe, weshalb die Qualifikation Verbrechensqualität aufweist. Im Vergleich zum Regelbeispiel ist der Kreis der Bezugstaten weiter gefasst. So ist der Tatbestand auch erfüllt, wenn die Bande der Begehung von Taten nach § 263a StGB (Computerbetrug), § 264 StGB (Subventionsbetrug), § 268 StGB (Fälschung technischer Aufzeichnungen) oder § 269 StGB (Fälschung beweiserheblicher Daten) dient.
Die Qualifikation sieht allerdings für minder schwere Fälle einen geringeren Strafrahmen von einem halben bis zu fünf Jahren Freiheitsstrafe vor. Ein minder schwerer Fall liegt vor, wenn die Tat eine außergewöhnlich geringe Schuld aufweist. So kann es sich etwa verhalten, wenn die Tat lediglich zu einem niedrigen Schaden führt.

## Gesetzeskonkurrenzen
Werden im Zusammenhang mit einer Tat nach § 267 StGB weitere Delikte verwirklicht, können diese zur Urkundenfälschung in Gesetzeskonkurrenz stehen. Regelmäßig konkurriert die Urkundenfälschung mit Vermögensdelikten, da sie oft zu deren Vorbereitung dient. Sofern die Urkunde zwecks Durchführung eines Betrugs (§ 263 StGB) oder einer Steuerhinterziehung (§ 370 AO) begangen wird, stehen beide Delikte aufgrund ihrer unterschiedlichen Schutzzwecke zumeist in Tateinheit (§ 52 StGB) zueinander. Gleiches kann auch für Delikte gelten, die mithilfe der gefälschten Urkunde begangen werden, etwa die Verleumdung (§ 187 StGB) und die falsche Verdächtigung (§ 164 StGB).
Eine Gesetzeskonkurrenz besteht ebenfalls, wenn der Täter mehrere Handlungsvarianten des § 267 StGB verwirklicht. Die Beurteilung der Konkurrenzen richtet sich nach dem Tatplan des Täters: Plant dieser bereits bei Vornahme seiner Manipulationshandlung den Gebrauch der manipulierten Urkunde, werden beide Begehungen als tatbestandliche Handlungseinheit zu einer einheitlichen Urkundenfälschung verbunden (§ 52 StGB). Fasst der Täter die Absicht zum Gebrauch der Urkunde hingegen erst nach Vornahme seiner Manipulationshandlung, liegen zwei separate Urkundenfälschungen vor, die zueinander im Verhältnis der Tatmehrheit (§ 53 StGB) stehen. Manipuliert der Täter auf der Grundlage eines einheitlichen Tatplans mehrere Urkunden, werden diese Manipulationen zu einer einheitlichen Urkundenfälschung verbunden.
In der Corona-Pandemie kam die Frage auf, ob § 267 StGB in Fällen Anwendung findet, in denen der Täter einen gefälschten Impfausweis in einer Apotheke vorlegt, um an ein digitales COVID-Zertifikat der EU zu gelangen. Nach teilweise vertretener Ansicht ist dies zu verneinen, weil eine solche Tat abschließend durch die milderen § 277-§ 279 StGB (Unbefugtes Ausstellen von Gesundheitszeugnissen, Ausstellen unrichtiger Gesundheitszeugnisse, Gebrauch unrichtiger Gesundheitszeugnisse) als leges speciales geregelt werde; diese Vorschriften entfalten daher eine Sperrwirkung für die Manipulation von Gesundheitszeugnissen. Nach anderer Ansicht schließen diese Delikte einen Rückgriff auf § 267 StGB nicht aus, weil es nicht im Sinne des Gesetzgebers gewesen sei, Gesundheitszeugnisse schwächer als andere Urkunden zu schützen. Weitere Spezialbestimmungen finden sich im Nebenstrafrecht, etwa in § 402 AktG (Nachweis des Stimmrechts), § 107 UrhG (Urheberbezeichnung) und in § 22 StVG (Kennzeichen). Diese Delikte erfüllen jedoch lediglich eine lückenschließende Funktion und treten aufgrund formeller Subsidiarität hinter § 267 StGB als schwereres Delikt zurück.

## Kriminologie
Das Bundeskriminalamt gibt jährlich eine Statistik über alle in Deutschland gemeldeten Straftaten heraus, die Polizeiliche Kriminalstatistik (PKS). Seit 1993 wird das gesamte Bundesgebiet erfasst. In den Statistiken von 1991 und 1992 wurden die alten Bundesländer und das gesamte Berlin erfasst. Frühere Statistiken erfassen lediglich die alten Bundesländer.
Die PKS-Zeitreihe, die alle gemeldeten Fälle seit 1987 erfasst, weist § 267 StGB nicht isoliert aus, sondern fasst ihn mit den übrigen Urkundsdelikten (§ 268 bis § 282 StGB) unter dem Schlüssel 540000 zusammen. Rechtswissenschaftler gehen davon aus, dass etwa zwei Drittel aller gemeldeten Urkundsdelikte auf § 267 StGB entfallen.
Bei den Urkundsdelikten wird ein großes Dunkelfeld vermutet, weshalb die Aussagekraft der Kriminalstatistik begrenzt ist. Der Anteil der Urkundsdelikte an allen gemeldeten Straftaten beträgt ungefähr 1,1 %. Die absolute Zahl der Begehungen verdoppelte sich zwischen 1987 und 1993 und entwickelt sich seit dem im Wesentlichen rückläufig. Seit 2020 steigt sie indes wieder an. Für 2022 verzeichnet die PKS mit 108.462 Fällen ihren bisherigen Höchstwert.
Die Urkundsdelikte weisen im Vergleich zu anderen Delikten eine überdurchschnittlich hohe Aufklärungsquote auf. Als Ursache vermuten Rechtswissenschaftler, dass der Kreis der potentiellen Täter gering ist, sobald eine manipulierte Urkunde entdeckt wird. Allerdings entwickelt sich die Aufklärungsquote weitgehend rückläufig: Lag sie zwischen 1987 und 2005 durchgängig bei über 90 %, verringerte sie sich bis 2021 auf 77,6 %. 2022 stieg die Quote allerdings auf 82,3 % an. Etwa bei einem Drittel der Tatverdächtigen handelt es sich um Ausländer, was im Vergleich zu anderen Deliktsgruppen einen überdurchschnittlich hohen Anteil darstellt. Der mit etwa einem Fünftel größte Anteil der ausländischen Verdächtigen entfällt auf Personen, die sich illegal in Deutschland aufhalten. Vermutet wird, dass diese oft Urkundenfälschungen begehen, um ihren illegalen Aufenthalt zu verschleiern.
- Diagrammdaten:
- Definition |
- Rohdaten |
- Hilfe

|      | Erfasste Fälle | Erfasste Fälle        | Erfasste Fälle                                |                  |
| Jahr | Insgesamt      | Pro 100.000 Einwohner | Anteil der versuchten Taten (absolut/relativ) | Aufklärungsquote |
| ---- | -------------- | --------------------- | --------------------------------------------- | ---------------- |
| 1987 | 40.052         | 65,5                  | 609 (1,5 %)                                   | 93,4 %           |
| 1988 | 42.959         | 70,2                  | 662 (1,5 %)                                   | 94,5 %           |
| 1989 | 49.809         | 80,7                  | 706 (1,4 %)                                   | 95,4 %           |
| 1990 | 44.005         | 70,2                  | 726 (1,6 %)                                   | 94,6 %           |
| 1991 | 50.429         | 77,6                  | 699 (1,4 %)                                   | 94,2 %           |
| 1992 | 57.003         | 86,7                  | 944 (1,7 %)                                   | 93,5 %           |
| 1993 | 81.519         | 100,7                 | 1.300 (1,6 %)                                 | 94,4 %           |
| 1994 | 77.757         | 95,6                  | 1.448 (1,9 %)                                 | 94,2 %           |
| 1995 | 81.077         | 99,4                  | 1.070 (1,3 %)                                 | 94,1 %           |
| 1996 | 82.396         | 100,7                 | 1.081 (1,3 %)                                 | 93,8 %           |
| 1997 | 80.301         | 97,9                  | 1.119 (1,4 %)                                 | 93,1 %           |
| 1998 | 75.269         | 91,7                  | 2.050 (2,7 %)                                 | 94,5 %           |
| 1999 | 72.819         | 88,8                  | 1.507 (2,1 %)                                 | 94,6 %           |
| 2000 | 71.796         | 87,4                  | 1.302 (1,8 %)                                 | 93,8 %           |
| 2001 | 74.223         | 90,2                  | 1.389 (1,9 %)                                 | 93,5 %           |
| 2002 | 69.397         | 84,2                  | 1.345 (1,9 %)                                 | 92,5 %           |
| 2003 | 69.097         | 83,7                  | 1.270 (1,8 %)                                 | 91,9 %           |
| 2004 | 65.511         | 79,4                  | 966 (1,5 %)                                   | 90,4 %           |
| 2005 | 64.430         | 78,1                  | 1.086 (1,7 %)                                 | 90,3 %           |
| 2006 | 59.239         | 71,9                  | 1.012 (1,7 %)                                 | 88,8 %           |
| 2007 | 62.993         | 76,5                  | 1.312 (2,1 %)                                 | 87,2 %           |
| 2008 | 66.461         | 80,8                  | 1.542 (2,3 %)                                 | 86,6 %           |
| 2009 | 62.137         | 75,8                  | 1.338 (2,2 %)                                 | 86,2 %           |
| 2010 | 67.627         | 82,7                  | 1.779 (2,6 %)                                 | 86,3 %           |
| 2011 | 68.087         | 83,3                  | 1.511 (2,2 %)                                 | 85,0 %           |
| 2012 | 65.717         | 80,3                  | 1.437 (2,2 %)                                 | 82,9 %           |
| 2013 | 65.416         | 81,2                  | 1.426 (2,2 %)                                 | 80,9 %           |
| 2014 | 63.398         | 78,5                  | 1.447 (2,3 %)                                 | 80,8 %           |
| 2015 | 61.955         | 76,3                  | 1.291 (2,1 %)                                 | 81,6 %           |
| 2016 | 70.191         | 85,4                  | 1.296 (1,8 %)                                 | 83,6 %           |
| 2017 | 74.912         | 90,8                  | 1.361 (1,8 %)                                 | 84,0 %           |
| 2018 | 76.176         | 92,0                  | 1.340 (1,8 %)                                 | 83,1 %           |
| 2019 | 73.560         | 88,6                  | 1.345 (1,8 %)                                 | 81,4 %           |
| 2020 | 78.252         | 94,1                  | 1.482 (1,9 %)                                 | 78,8 %           |
| 2021 | 90.799         | 109,2                 | 1.581 (1,7 %)                                 | 77,6 %           |
| 2022 | 108.462        | 130,3                 | 1.620 (1,5 %)                                 | 82,3 %           |
| 2023 | 86.644         | 102,7                 | 1.661 (1,9 %)                                 | 79,9 %           |
| 2024 | 87.652         | 103,5                 | 1.787 (2,0 %)                                 | 77,8 %           |

## Verwandte Tatbestände

### Fälschung technischer Aufzeichnungen (§ 268 StGB) und beweiserheblicher Daten (§ 269 StGB)
Der Echtheitsschutz, den § 267 StGB gewährleistet, wird durch § 268 und § 269 StGB ergänzt. Beide Vorschriften wurden vom Gesetzgeber nachträglich ins StGB eingefügt, um dem Umstand gerecht zu werden, dass rechtserhebliche Informationen in zunehmendem Maß durch technische Hilfsmittel ermittelt und gespeichert werden. Dies führt oft dazu, dass die Anforderungen des Urkundsbegriffs nicht mehr erfüllt sind. Die hierdurch entstehende Straflücke schließen § 268 und § 269 StGB.

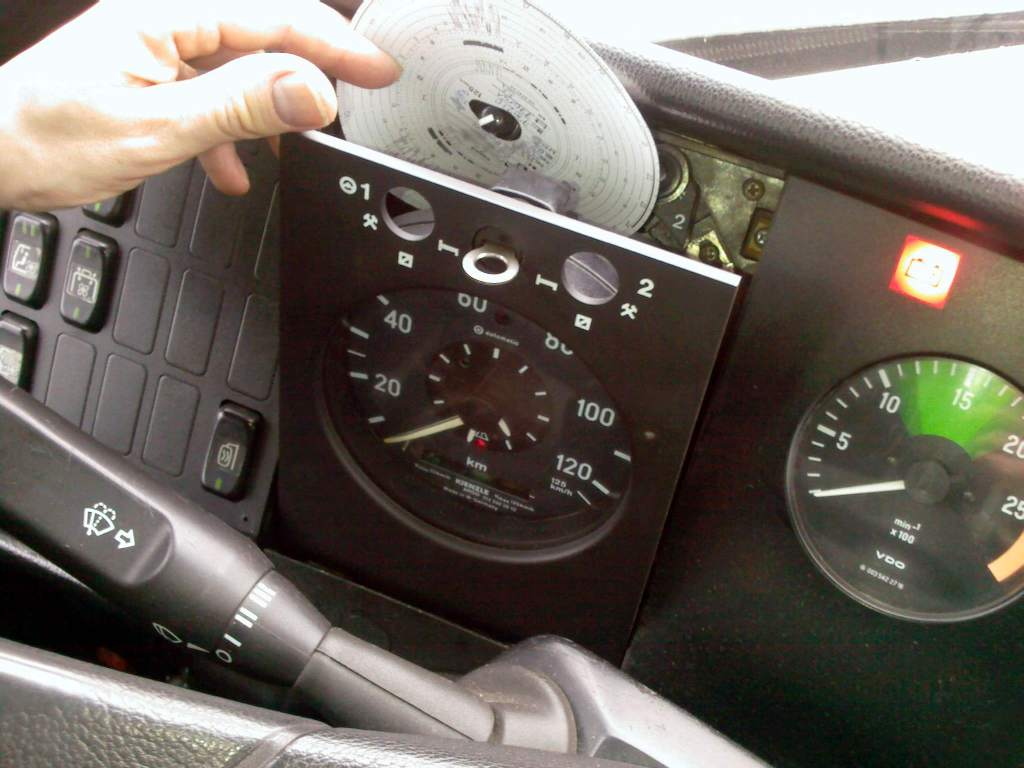
Fahrtenschreiber mit beschriebenem Schaublatt

§ 268 StGB gewährleistet Authentizitätsschutz für technische Aufzeichnungen, etwa Fahrtenschreiberblätter. Diese stellen keine Urkunden dar, da sie keine menschliche Erklärungen enthalten. § 268 StGB ist strukturell weitgehend dem § 267 StGB nachempfunden. Tatbestandsmäßig handelt, wer eine unechte Aufzeichnung herstellt, eine echte Aufzeichnung verfälscht oder eine verfälschte bzw. unechte Aufzeichnung gebraucht. Den Tatbestand verwirklicht etwa, wer den Schreibstift eines Fahrtenschreibers verbiegt, um eine geringere als die tatsächlich gefahrene Geschwindigkeit aufzuzeichnen.
§ 269 StGB schützt die Authentizität digitaler Erklärungen, etwa E-Mails. Diese gelten mangels Verkörperung nicht als Urkunden. Den Tatbestand verwirklicht, wer Daten derart manipuliert, dass sie eine unechte oder verfälschte Urkunde darstellten, würden sie ausgedruckt. Die trifft beispielsweise zu auf das Versenden von Phishing-Mails, auf das unbefugte Aufladen leerer Telefonkarten sowie auf das Einrichten von Benutzerkonten im Internet unter falschem Namen.

### Unbefugtes Ausstellen von Gesundheitszeugnissen (§ 277 StGB)
Nach § 277 StGB macht sich strafbar, wer sich als approbierte Medizinalperson ausgibt und dabei ein Zeugnis über den Gesundheitszustand einer Person herstellt oder verfälscht. Die Vorschrift überschneidet sich weitgehend mit § 267 und § 269 StGB, da Gesundheitszeugnisse entweder als Urkunde oder in Form beweiserheblicher Daten vorliegen. Sie reicht allerdings geringfügig weiter, da sie eine Strafbarkeit für den Fall vorsieht, dass der Täter in eigenem Namen ein Zeugnis anfertigt und sich dabei die Stellung einer Medizinalperson anmaßt, etwa durch das Führen des Zusatzes dr. med. Ein solches Verhalten ist nach § 267, § 269 StGB als schriftliche Lüge straflos.
Soweit sich § 277 StGB mit § 267 und § 269 StGB überschneidet, entfaltet er privilegierende Wirkung für die Fälschung von Gesundheitszeugnissen, weil er als Höchststrafe eine Freiheitsstrafe von lediglich einem Jahr vorsieht. Zahlreiche Stimmen des Schrifttums empfinden diese Privilegierung als sinnwidrig, weil es keinen nachvollziehbaren Grund dafür gebe, Gesundheitszeugnisse schwächer zu schützen als andere Urkunden. Daher empfehlen sie die Streichung des § 277 StGB. Diese Position konnte sich jedoch bislang nicht durchsetzen. Der Gesetzgeber glich im Gegenteil § 277 StGB erst kürzlich noch stärker an die Urkundenfälschung an, indem er das Erfordernis des Gebrauchens strich.

### Mittelbare Falschbeurkundung (§ 271 StGB), Ausstellen unrichtiger Gesundheitszeugnisse (§ 278 StGB) und Falschbeurkundung im Amt (§ 348 StGB)
§ 271, § 278 und § 348 StGB gewährleisten anders als die bislang angesprochenen Vorschriften einen punktuellen Schutz der inhaltlichen Richtigkeit von Urkunden. Dieser Schutz bezieht sich auf Urkunden, die im Rechtsverkehr ein besonderes Vertrauen für sich in Anspruch nehmen. Dies trifft zunächst auf Gesundheitszeugnisse zu. Gemäß § 278 StGB machen sich Ärzte und andere approbierte Medizinalpersonen strafbar, die wissentlich ein unrichtiges Zeugnis über den Gesundheitszustand eines Menschen zum Gebrauch bei einer Behörde oder Versicherungsgesellschaft ausstellen. Eine ähnliche Tatbestandsstruktur weist § 348 StGB auf, wonach sich Amtsträger strafbar machen, die wissentlich unwahre öffentliche Urkunden erstellen. Bei beiden Vorschriften handelt es sich um Sonderdelikte, weshalb eine täterschaftliche Bestrafung von Personen, die keine Medizinalperson oder Amtsträger sind, ausschließt. § 271 StGB schließt diese Lücke in Bezug auf die Falschbeurkundung durch Amtsträger: Hiernach macht sich strafbar, wer einen Beamten dazu bewegt, eine inhaltlich unwahre öffentliche Urkunde herzustellen.

### Urkundenunterdrückung (§ 274 StGB)
§ 274 StGB dient dem Schutz des Bestands von Urkunden. Er verbietet es, fremde Urkunden zu zerstören, zu beschädigen oder zu unterdrücken. Den Tatbestand verwirklicht etwa, wer in einem Ladengeschäft den mit einer Ware fest verbundenen Strichcode entfernt.

### Geld- und Wertzeichenfälschung (§§ 146–152b StGB)
Den Tatbestand der Geldfälschung (§ 146 StGB) verwirklicht, wer Geld verfälscht oder Falschgeld verbreitet. Damit handelt es sich um einen Spezialfall der Urkundenfälschung. Die Vorschrift schützt die Sicherheit und Funktionsfähigkeit des Geldverkehrs sowie das Vertrauen der Allgemeinheit in diesen. Entsprechendes gilt für die verwandten Delikte der Fälschung von Wertzeichen (§ 148 StGB), der Fälschung von Zahlungskarten, Schecks und Wechseln (§ 152a StGB) und der Fälschung von Zahlungskarten mit Garantiefunktion und Vordrucken für Euroschecks (§ 152b StGB).